# Deutscher Chorwettbewerb
Der Deutsche Chorwettbewerb ist ein Leistungsvergleich von Laienchören, der alle vier Jahre vom Deutschen Musikrat, den Landesmusikräten und der ARD veranstaltet wird.
Neben der Leistungsbewertung steht der Deutsche Chorwettbewerb auch für die Begegnung der Chöre und soll zu einer Beschäftigung mit zeitgenössischer Chormusik führen. Die Leistungsbewertung findet in acht Wertungskategorien statt:
- Gemischte Chöre
- Frauenchöre
- Männerchöre
- Jugendchöre/Mädchenchöre
- Knabenchöre
- Kinderchöre
- Jazz-vokal et cetera
- Vokalensembles

Die teilnehmenden Chöre müssen sich über Landeschorwettbewerbe in den einzelnen Bundesländern qualifizieren. Die Auswahl der vorgetragenen Werke ist durch verschiedene Kriterien, wie Epoche und Kompositionsart, vorgegeben. Für jede Kategorie wird ein (Wahl-)Pflichtwerk vorgeschrieben, die übrigen Werke sind unter Beachtung der Kriterien frei wählbar.

## Veranstaltungstermine und -orte des Deutschen Chorwettbewerbs
- 1982 Köln
- 1985 Hannover
- 1990 Stuttgart
- 1994 Fulda
- 1998 Regensburg
- 2002 Osnabrück
- 2006 Kiel
- 2010 Dortmund
- 2014 Weimar
- 2018 Freiburg im Breisgau
- 2023 Hannover
- 2027 Leipzig